# キツイ奴ら
『キツイ奴ら』（キツイやつら）は、日本の放送局TBS系で1989年1月4日から3月15日に放送されたテレビドラマ。1990年7月16日に特別版として「月曜ドラマスペシャル」枠で『キツイ奴ら スペシャル ―栄冠は君に輝く―』が放送された。
金庫破りを得意とする男と弟分、それぞれが想いの女をめぐって繰り広げる恋模様を描く。第26回ギャラクシー賞奨励賞受賞作品。

## ストーリー
金庫破りを得意とし、言葉巧みに売るインチキセールスマンの吾郎がある日、少年院時代の後輩、完次から助けを求められる。完次が善福興業の若親分である貴一朗の母、のぶえから800万円をもらってそのまま追われていた。完次を逃がした吾郎だったが、すぐに貴一朗たちに見つかってしまい、利子を合わせて1000万円の返済を要求される。月々の支払い100万を稼ぐため、吾郎が保証人となりと完次と共に泥沼な借金生活の日々をすごして行く。

## キャスト
- 大曾根吾郎：小林薫
- 小山内完次：玉置浩二
- 川西貴一朗：柳葉敏郎
- 前島恵子：鷲尾いさ子
- 坂口：深水三章
- 梅：我王銀次
- 松：佐藤幸雄
- アーノルド杉原：ヒロ・アライ
- ひまわり産業の弁護士：山口晃史
- たま子：清水ミチコ
- チイ子：立原美穂 （現・蜷川みほ）
- 宮崎純&FUNNY COTTON
- はやぶさのへいさん：今福将雄
- はやぶさのとうしろう：柳谷寛
- 川西のぶえ：吉行和子
- 前島公平：名古屋章
- 前島雪子：篠ひろ子

### スペシャル版
- 川越美和
- 二宮さよ子
- 沢向要士
- 蛭子能収

## スタッフ
- 脚本：金子成人
- 演出：久世光彦、猪原達三
- 音楽：風戸慎介
- 技術：中村岩男
- 調整：石田伸夫
- 撮影：鈴木秋夫
- 照明：横路和幸、海老原靖人
- 音声：八木明広、戸田直之
- 音響効果：藤崎昭彦
- 美術：小瀬正尚
- デザイン：後藤洋
- 大道具：館山道雄
- 小道具：宮代政明　石井敏充
- 持道具：岩永克哉
- 衣装：斎藤秀彦
- 化粧：富山伸
- タイトル：藤田聆
- 編集：羽鳥能史
- 演出補：三輪源一
- 記録：幸緑栄子
- プロデューサー：三浦寛二、片島謙二(TBS)
- 制作協力：東通
- 制作会社：KANOX、TBS

## 主題歌
- 玉置浩二「キ・ツ・イ」（作詞：松井“お月様”五郎、作曲：玉置“流れ星”浩二）

## 放送リストと視聴率
| 各話                        | サブタイトル                | 演出     | 視聴率 |
| --------------------------- | --------------------------- | -------- | ------ |
| 第1回                       | (タイトルなし)              | 久世光彦 | 11.6%  |
| 第2回                       | (タイトルなし)              | 久世光彦 | 10.3%  |
| 第3回                       | (タイトルなし)              | 久世光彦 | 12.2%  |
| 第4回                       | 女はフイにやって来る        | 猪原達三 | 12.0%  |
| 第5回                       | アイラブユーからはじめよう  | 猪原達三 | 14.1%  |
| 第6回                       | 裏切ってゴメン              | 久世光彦 | 12.4%  |
| 第7回                       | ナミダじゃないのよ          | 久世光彦 | 12.7%  |
| 第8回                       | 風の中、限りなく夢があった  | 猪原達三 | 11.5%  |
| 第9回                       | 二人より三人！！            | 猪原達三 | 11.8%  |
| 第10回                      | これがホントの愛かしら      | 久世光彦 | 11.1%  |
| 最終回                      | ゲンナマが招くよ            | 久世光彦 | 12.5%  |
| スペシャル ―栄冠は君に輝く― | スペシャル ―栄冠は君に輝く― | 久世光彦 | 12.6%  |

## 関連メディア
- キツイ奴ら DVDコンプリートコレクション DVD-BOX（4枚組） 2005年5月25日リリース

[収録内容：シリーズ11話、スペシャル「キツイ奴ら 栄冠は君に輝く」（93分／1990年）]

## その他
- 第10回の後半にビートたけしが通行人役で映っている。